# Nanobagrus
Nanobagrus is een geslacht van straalvinnige vissen uit de familie van de stekelmeervallen (Bagridae).

## Soorten
- Nanobagrus armatus (Vaillant, 1902)
- Nanobagrus fuscus (Popta, 1904)
- Nanobagrus immaculatus Ng, 2008
- Nanobagrus lemniscatus Ng, 2010
- Nanobagrus nebulosus Ng & Tan, 1999
- Nanobagrus stellatus Tan & Ng, 2000
- Nanobagrus torquatus Thomson, López, Hadiaty & Page, 2008